# ملاشهاب‌الدین
ملاشهاب‌الدین، روستایی از توابع بخش مرکزی شهرستان میاندوآب در استان آذربایجان غربی ایران است.

## جمعیت
این روستا در دهستان زرینه‌رود شمالی قرار دارد و براساس سرشماری مرکز آمار ایران در سال ۱۳۸۵، جمعیت آن ۲٬۳۱۱ نفر (۴۹۰ خانوار) بوده‌است. در سر شماری سال ۱۳۹۵ جمعیت این روستا به ۳۴۴۵ نفر افزایش یافته.